# Belal Abduldaim
Belal Abduldaim (en árabe: بلال لؤي عبد الدايم‎; Homs, Siria, 1 de junio de 1983) es un exfutbolista de Siria que jugaba en la posición de lateral derecho.

## Carrera

### Club
| Periodo   | Club           |
| --------- | -------------- |
| 2002-2011 | Al Karamah FC  |
| 2011–2012 | Muharraq Club  |
| 2012–2013 | Al-Wehdat SC   |
| 2013–2014 | Al-Suwaiq Club |
| 2014–2015 | Sur Club       |

### Selección nacional
Jugó para Omán en 35 ocasiones de 2008 a 2011 y participó en la Copa Asiática 2011.

## Logros
- Syrian Premier League (4) : 2005-06, 2006–07, 2007–08, 2008–09
- Syrian Cup (4) : 2007, 2008, 2009, 2010
- Syrian Super Cup (1): 2008